# Илья (Арьеж)
Илья́ (фр. Ilhat) — коммуна во Франции, находится в регионе Юг — Пиренеи. Департамент коммуны — Арьеж. Входит в состав кантона Лавлане. Округ коммуны — Фуа.
Код INSEE коммуны — 09142.

## Население
Население коммуны на 2008 год составляло 123 человека.
| 1962 | 1968 | 1975 | 1982 | 1990 | 1999 | 2006 | 2008 |
| ---- | ---- | ---- | ---- | ---- | ---- | ---- | ---- |
| 76   | 89   | 72   | 88   | 97   | 107  | 123  | 123  |

## Экономика
В 2007 году среди 86 человек в трудоспособном возрасте (15—64 лет) 59 были экономически активными, 27 — неактивными (показатель активности — 68,6 %, в 1999 году было 74,6 %). Из 59 активных работали 53 человека (32 мужчины и 21 женщина), безработных было 6 (4 мужчины и 2 женщины). Среди 27 неактивных 3 человека были учениками или студентами, 9 — пенсионерами, 15 были неактивными по другим причинам.

## Достопримечательности
- Церковь XIX века
- Ораторий
- Кузница Карла
- Каньон Douctouyre